# La potenza delle tenebre (film 1909)
La potenza delle tenebre (Власть тьмы, Vlast' t'my) è un cortometraggio muto del 1909 diretto da Pёtr Čardynin, tratto dal dramma omonimo di Leone Tolstoj.